# Jean Fraissinet
Jean Alfred Fraissinet (Marseille, 22 juin 1894 – Cogolin, 21 mai 1981), est un as de l’aviation de la Première Guerre mondiale, un armateur, un patron de presse et un homme politique français.

## Biographie

### Milieu social et formation
Jean Fraissinet est issu d'une des « grandes familles » marseillaises, une famille d'armateurs protestants. Il est le fils aîné d'Alfred Fraissinet (1855-1927), héritier et patron de la Compagnie marseillaise de navigation à vapeur. C'est selon son fils un protestant austère, intimidant, dreyfusard et très patriote. La mère de Jean Fraissinet, née Dora (ou Dorothée) Rose Henriette Naegely, est la fille d'un négociant en coton, protestant également, établi à Marseille et d'origine suisse. Le mariage a eu lieu en Suisse à Nyon en 1893. Ses grands-parents étaient un Français et une Suédoise, un Suisse et une Anglaise. Il est le petit-neveu d'Adolphe Fraissinet. 
Il passe son enfance dans une villa de Saint-Giniez (villa Valensole, avenue de la Canelle, Prado), entourée d'un vaste parc, éduqué par une gouvernante anglaise puis par un précepteur allemand. Il est élève au lycée Thiers de Marseille; sa mère exige que son précepteur aille attendre Jean et son frère à la sortie pour les conduire jusqu'à la voiture avec chauffeur, ce qui provoque les moqueries de ses camarades. Après le départ du précepteur, il est pensionnaire dans un établissement privé laïc mais chrétien, le collège de Normandie, fondé en 1902 à Mont-Cauvaire, près de Clères, par des industriels sur le modèle des colleges britanniques. Il y est élève d’octobre 1909 à juillet 1910. Il gagne ensuite Paris où il s'inscrit à la faculté de droit en 1911. Il fréquente alors le « Tout-Paris de la fête », de la Belle Époque. Il est licencié en droit et diplômé de l’École libre des sciences politiques (promotion 1914), comme beaucoup d'héritiers de la grande bourgeoisie.

### Première Guerre mondiale
Après avoir servi dans le 6e régiment de hussards, Fraissinet est transféré dans l'aviation en 1916. Après une formation de pilote, il reçoit son brevet de pilote militaire, le 4 novembre 1916. Après une formation complémentaire, il est affecté à l’escadrille N57 (en)[Quoi ?], le 12 mars 1917, une unité dans laquelle il reste jusqu'à la fin de la guerre. Il s'y lie d'amitié avec le duc Joseph Pozzo di Borgo, qui va être un de ses « meilleurs et plus solides amis ».
Sous-lieutenant, il remporte sa première victoire aérienne le 24 septembre 1917, sur un Albatros C 1, qu'il abat au-dessus du fort de la Pompelle, avec l’aide d’A. Bertrand et de Charles Nuville. Il devra ensuite attendre le 12 avril 1918, pour remporter un nouveau succès, sur un Aviatik C. Il partage cette victoire avec Georges Mazimann, et l’as Marcel Noguès. Vingt jours plus tard, le 2 mai 1918, il abat un nouvel Aviatik C au-dessus de Domart-sur-la-Luce.
Sa série de succès aériens continuera en mai et octobre 1918, période pendant laquelle il remporte cinq nouvelles victoires. Le  1er octobre 1918, il inscrit son seul doublé de la guerre à cinq minutes d'intervalle en abattant deux avions allemands. À 18 h, il abat un Halberstadt C au-dessus d'Aure et, à 18 h 5, un second Halberstadt C au-dessus de Sommepy-Tahure.
Il est libéré de ses obligations militaires le 7 octobre 1919. Il termine la Grande Guerre au grade de lieutenant de réserve avec huit victoires aériennes homologuées, et il est décoré de la Légion d'honneur à titre militaire et de la Croix de Guerre, avec 7 palmes et 7 citations, dont plusieurs à l’ordre de l’armée.

### L'armateur
Une fois la guerre terminée, Fraissinet retourne à la vie civile et devient armateur. Il est désigné administrateur-délégué de la société familiale tandis que son frère cadet, Alfred, également ancien combattant, attaché à l'Ambassade de France près le Quirinal, meurt accidentellement à Rome en mars 1921. 
Le 4 janvier 1922, il épouse Mathilde Cyprien-Fabre (1902-1960), catholique, fille du riche armateur Paul Cyprien-Fabre. « Mon père comptait sur (ses enfants) pour assurer, à Marseille, une quatrième génération d'armateurs à la tête de la Cie Fraissinet, explique-t-il dans ses mémoires. Nous décidâmes que moi, l'aîné, je donnerais satisfaction à notre père ». Trois enfants naissent de cette union : Roland, né dix mois plus tard, Nadine, en 1926, et Régis, en 1931. Devenu veuf, Jean Fraissinet se remarie en 1962 avec Annette Schumann.
Son oncle Albert décède en octobre 1924, son père Alfred meurt en janvier 1927. Ce qui propulse Jean Fraissinet à la tête de l'entreprise familiale : il préside désormais le conseil d'administration et dirige l'entreprise. Il négocie aussitôt une nouvelle convention entre l'État et sa compagnie au sujet des services maritimes postaux de la Corse, dont sa société a le monopole, menaçant de retirer ses bateaux si elle n'est pas ratifiée, ce dont se moque le ministre des travaux publics André Tardieu. Il montre aussi son hostilité à l'agitation syndicale. Au 30 juin 1936, le bénéfice de l'entreprise s'élève à plus de 4 millions de francs. Les bateaux de la firme ont effectué 33 voyages sur les lignes d'Afrique en 1935-1936, 307 sur la Corse et 21 croisières sur cette île. Les recettes d'exploitation dépassent 50 millions de francs, limitées par les conflits sociaux de 1936 qui ont vu l'occupation des navires dans le port de Marseille durant plusieurs jours. Le capital de la firme s'élève à 35 000 000 francs en 1940 et le bilan à plus de 290 millions de francs en 1939.
Il est nommé en 1927 administrateur des Chargeurs réunis. En 1930, les entreprises Fraissinet, Cyprien Fabre et Chargeurs réunis ouvrent des bureaux communs. En 1933, Paul Cyprien-Fabre est nommé au conseil d'administration de la Compagnie Fraissinet, qui prend le contrôle total de la Compagnie Cyprien Fabre en 1937 (l'entreprise change de nom et devient Compagnies Fraissinet et Cyprien Fabre). En 1938, il prend la direction de la Compagnie de navigation Paquet, fondée par Nicolas Paquet, et se trouve ainsi à la tête des trois plus anciens armements familiaux de Marseille. Il préside la Compagnie Paquet jusqu'en 1962.
Il préside également deux firmes contrôlées par sa famille, les Chantiers et Ateliers de Provence (CAP, chantiers navals à Port-de-Bouc) et la Société commerciale et industrielle de la côte d'Afrique (CICA: import-export avec les colonies d'Afrique noire), que présidait son oncle avant son décès. Il préside le conseil de surveillance de la Compagnie Chambon (Société générale de remorquage et de travaux maritimes) à partir de 1928. Il administre également d'autres affaires. Des firmes marseillaises telles les raffineries de sucre de Saint-Louis, la société marseillaise de trafic maritime ou la Brasserie et malterie Le Phénix. Mais aussi la compagnie Delmas-Vieljeux et la Compagnie générale transatlantique, à partir de 1931. Au cours de sa carrière, il est conduit à siéger, nommé par l'État, aux conseils d'administration d'Air France, des Messageries maritimes, sociétés placées sous la dépendance financière de l'État.
Le 23 mai 1937, il achète le Château Saint-Maur, près de Cogolin (Var). 
Il préside le syndicat marseillais des armateurs de la marine marchande et est vice-président du Comité central des armateurs de France jusqu’en 1949.
Il s'intéresse au transport aérien naissant. Avec les Chargeurs réunis et Cyprien-Fabre, il participe en 1935 à la fondation de l'Aéromaritime, petite compagnie aérienne reliant la France à l'Afrique noire. Il siège au conseil d'Air Bleu et de la Compagnie générale aéropostale et il entre dans le capital d'Air France en 1942. 
À la Libération, il combat les projets de nationalisation de la marine marchande, avec sa brochure Faut-il nationaliser la Marine marchande ?. En 1947, le capital de sa firme s'élève à 70 millions de francs (composé de 140 000 actions de 500 francs) et son bilan comptable à un peu plus d'un milliard de francs. Après la fusion en 1955 des Compagnies Fraissinet et Cyprien Fabre, Jean Fraissinet préside la Compagnie de navigation Fraissinet et Cyprien Fabre : elle arme 4 paquebots, 9 cargos et 5 bananiers.
Il cède la direction de ses affaires à son fils aîné Roland (1922-1989) en 1958, lorsqu'il est élu député. Les Fraissinet se retirent des chantiers navals en 1960, tandis que la compagnie Fraissinet et Cyprien-Fabre devient majoritaire au conseil d'administration de la Société générale des transports maritimes, dont elle prend la gérance des services au début de 1963. Les Fraissinet vendent leurs actifs maritimes français aux Chargeurs réunis en 1964. Jean Fraissinet et son fils ont été les derniers armateurs de la dynastie Fraissinet. Ils misent désormais sur le transport aérien.

### Presse et politique
Jean Fraissinet est également un patron de presse. En 1931, il participe avec le groupe Cyprien-Fabre à la fondation du quotidien Marseille-Matin voulu par Simon Sabiani, alors de gauche. Comme ce dernier ne trouvait pas l'argent dont il avait besoin, Fraissinet prit « le relais », « malgré la divergence de (leurs) opinions politiques », et le premier numéro du journal parut le 11 mai 1931. C'est qu'il veut contrer l'influence du journal Le Petit Marseillais de Gustave Bourrageas, qui soutient alors le centre et la droite modérée contre Sabiani. D'où une lutte entre les deux journaux et les deux hommes. Bourrageas, président du syndicat des quotidiens régionaux, use de cette influence et réussit un moment à faire boycotter Marseille-Matin par l'agence Havas, pour la publicité, et les Messageries Hachette, pour la distribution. Mais Fraissinet passe un accord avec Pierre Dupuy, propriétaire du quotidien Le Petit Parisien et parvient à assurer l'avenir du journal qu'il finance. Il est l'administrateur-délégué de Marseille-Matin et Marseille-Soir, la version vespérale du précédent dont le premier numéro date de février 1932. Le conseil d'administration de Marseille-Matin est présidé par l'amiral Lucien Lacaze, qui a été un ami de son père et qui est administrateur de la Compagnie Fraissinet.
Le journal lui sert de tribune pour défendre ses idées nationalistes et anticommunistes. Fraissinet est alors une des cibles des communistes locaux, qui l'accusent entre autres d'être Croix-de-Feu. Il est également mis en cause par Le Populaire. Marseille-matin et Fraissinet appuient en effet les Croix de Feu. 
Pour combattre le Front populaire victorieux et les communistes et pour dénoncer les grèves, il organise le 21 juin 1936 un meeting géant dans les arènes du Prado, où il prend la parole aux côtés de Simon Sabiani, Eugène Pierre (homme politique), Léon Bancal, rédacteur en chef du Petit Marseillais, et les députés André Daher et Henry Ponsard. Il y  vitupère Jean Zay ou le communiste André Marty et appelle à l'union contre le communisme :« Nous ne voulons pas être une section française de telle ou telle Internationale, nous voulons être la France tout court. Nous ne voulons pas faire de politique pure, nous voulons grouper tous ceux qui refusent de se laisser asservir par une dictature, que ce soit celle d'une classe ou celle des Soviets. Nous voulons rassembler ceux qui entendent défendre la propriété individuelle ». Le mois suivant, il est à la tribune d'un meeting organisé au même endroit par Simon Sabiani pour recevoir le fondateur du Parti populaire français, l'ancien leader communiste devenu anticommuniste, Jacques Doriot. Il compte ensuite parmi les principaux bailleurs de fonds de la fédération départementale du PPF. 
Mais c'est en Corse qu'il se présente à une élection législative partielle en août 1936, à la suite de l'invalidation de Jean Chiappe. Il a le soutien de l'ancien ministre François Piétri mais il est battu par le candidat de gauche, l'ancien député et ancien ministre Adolphe Landry. 
En janvier 1937, il participe à Marseille à un banquet en l'honneur de Pierre-Étienne Flandin. En juin de la même année, il prend part au déjeuner organisé lors du congrès de la fédération provençale du Parti social français à Marseille, aux côtés du colonel de La Rocque et de parlementaires de ce parti. Il donne des conférences politiques dans cette ville. 
Il cherche également à se faire entendre à Paris. Il y donne une conférence en novembre 1936, au théâtre des Ambassadeurs, annoncée et relatée par la presse parisienne; elle est intitulée « La France accablée sous le mensonge ». Il y dénonce le scrutin d'arrondissement, l'agitation communiste, les grèves, la loi des 40 heures, et reproche au patronat d'avoir manqué de courage face aux grévistes. Il y tient l'année suivante une autre conférence, intitulée « Marseille 1937, vacance de la légalité ». Il donne également une conférence devant un cercle élitaire, les « Affinités françaises » du marquis Louis de Fraguier, en mars 1937, devant des personnalités comme Claude-Joseph Gignoux, dirigeant de la Confédération générale du patronat français, Louis Germain-Martin, président du CPAS, les généraux Maxime Weygand et Lavigne-Delville, Gaston Le Provost de Launay et Henri Garnier. Il y défend le capitalisme contre le communisme et tance un patronat trop tiède et peu combatif. Il donne également des articles au quotidien parisien Le Jour de Léon Bailby. Il s'y dit favorable au Front de la liberté. Il y rend hommage au général Duseigneur, son ancien chef, et au duc Joseph Pozzo di Borgo, son ancien compagnon d'armes, incarcérés en raison de leurs liens avec la Cagoule.
Ce patron de combat appelle les dirigeants du monde des affaires à participer à la vie politique du pays, notamment au Parlement, « pour y combattre les hérésies économiques dont est truffée l'action électorale des démagogues professionnels », la « dictature de la CGT et des Internationales instaurées sous prétexte de défendre la République contre les entreprises factieuses d'un fascisme national plus ou moins chimérique ». En 1938, il intègre le conseil central d'une Union française pour le salut public et la rénovation nationale, présidée par le sénateur Henry Lémery.
Fraissinet et Marseille-Matin appuient la très anticommuniste Agence de presse Inter-France à partir de 1937-38. Il prend part comme directeur de Marseille-Matin aux assemblées générales du syndicat des journaux et périodiques des départements, animé par Georges Riond et Pierre de Monicault; il y critique une nouvelle fois les communistes au nom de la démocratie. Et il y rencontre les dirigeants d'Inter-France et des hommes politiques comme Pierre Laval, Philippe Henriot, Pierre-Étienne Flandin, Jacques Doriot, Pierre Taittinger, Pierre Cathala et d'autres personnalités comme Gignoux, Léon Bérard, Georges Claude.
Fraissinet et Bourrageas se rapprochent à partir de 1937. Il administre alors avec Gustave Bourrageas, Jean Gaillard-Bourrageas, directeur adjoint du Petit Marseillais et Auguste Chainas, directeur politique de Marseille-Matin la . Marseille-Matin est imprimé par Le Petit Marseillais mais les deux quotidiens gardent leur indépendance.
Ce « républicain national » se rallie au régime de Vichy pendant la Seconde Guerre mondiale. Il écrit dans ses mémoires : « Je confesse donc que le sacrifice du maréchal Pétain, acceptant de répondre à l'appel désespéré d'une très large majorité des représentants parlementaires de la nation, m'avait ému, sinon enthousiasmé. Je croyais, et crois encore, à la sincérité du fameux Je fais don de ma personne à la France ». Il est désigné en janvier 1941 membre du conseil national mis en place par le gouvernement de Vichy. Il fait partie de sa commission de la constitution en juin puis de sa commission de l'information générale en mars 1942. 

Des patrons qui comme lui ont financé l'agence Inter-France, devenue un des pôles de la collaboration, tentent de le convaincre du bien-fondé des positions de Dominique Sordet, tel le Vosgien Georges Laederich, également conseiller national. Sordet évoque Fraissinet dans une lettre adressée à ce dernier en 1941 : 

« Nous avons eu aujourd’hui un déjeuner intéressant avec M. de Brinon, M. Abel Bonnard, M. Ardant, le président de la Société générale. Parfaite communauté de vues. A Vichy, nous avons eu ces derniers temps des consignes de presse nettement antibritanniques (...) La collaboration est suspendue. On vivra au jour le jour, sans gros conflit si Vichy ne fait pas de nouvelles bêtises, mais sans espérance d’amélioration sensible. Pas de retour de prisonniers, pas de réduction de l’indemnité, pas de négociations importantes. Le temps passera et l’Allemagne prendra ses décisions à notre égard une fois les événements militaires intervenus. La France aura gâché les chances que le destin lui offrait. (…) Jean Fraissinet est de nouveau à la dérive. Il est monté à bloc contre tout ce qui se fait à Paris, contre Déat, contre les journaux, contre le rassemblement, contre Laval. (Venu pour la première fois en « zone occupée »), il s’est mis hors de lui par la vue des occupants. Alerme l’a longuement entrepris, et s’en est fait écouter. Le point le plus sensible, c’est la question anglaise. L’idée que la France se sépare de l’Angleterre lui est insupportable. »

Il démissionne du Conseil national en 1942, par refus de la collaboration: il adresse au maréchal Pétain une lettre le 22 avril pour lui annoncer sa démission. 
Malgré sa démission, il est inéligible à la Libération. En août 1944, il est assigné à résidence hors de Marseille par Raymond Aubrac, commissaire de la République, mais cette décision est surtout prise pour le protéger, du fait des haines accumulées avant et pendant la guerre et de son image de patron maréchaliste et pétainiste. Son fils aîné Roland a quitté la France en 1942 pour rejoindre via l'Espagne la Grande-Bretagne où il a été pilote pour les Forces françaises libres, rêvant de voler sur un Spitfire,.  
Le 15 décembre 1947, il rachète avec des alliés 75 % des parts du quotidien Le Méridional, qui s'était fait attribuer l'imprimerie de Marseille-Matin en 1945. C'est qu'il entend combattre le journal communiste, La Marseillaise, et Le Provençal de Gaston Defferre, socialiste. Il fusionne son journal, en 1952-53 avec La France de Marseille d'Henry Bergasse. Le Méridional-La France, dont il est l'actionnaire majoritaire et l'inspirateur politique, et non le directeur, lui sert de tribune.

En janvier 1956, il échoue à se faire élire député à Marseille : il figurait en deuxième position sur la liste menée par Henry Bergasse, élu,. Il échoue à nouveau en février 1958, lors d'une élection partielle. Au premier tour, il avait l'investiture du CNIP et bénéficiait de l'appui du député poujadiste Alexis Pelat et de Jean-Louis Tixier-Vignancour. Il n'est arrivé qu'en 3e position derrière un communiste et un socialiste et a refusé de se retirer, prenant le risque de faire élire le candidat communiste, ce qui lui vaut un blâme de Roger Duchet, secrétaire général du CNIP. Ce dernier écrit en effet dans le périodique de ce parti: 

« Mercredi tous nos amis, pendant plus de deux heures, ont demandé à M. Fraissinet de se retirer de la compétition électorale. Le président Antoine Pinay, Pierre André, Jean Legendre, Édouard Frédéric-Dupont, Jean Chamant, etc., lui ont démontré que son maintien serait une erreur et une faute. Le lendemain M. Fraissinet nous a annoncé dans une lettre quelque peu insolente sa décision de… commettre l'erreur et la faute. Il nous rappelle qu'il n'a pas sollicité l'investiture du Centre national. Il ergote : il a demandé l'investiture du centre départemental des Bouches-du-Rhône. M. Fraissinet a des obligations envers le Centre national. Il les oublie ou les renie parce que le Centre national le désapprouve. Il a tort. Il donne un fâcheux exemple d'indiscipline et dessert gravement la cause qu'il prétend défendre. M. Fraissinet ne donne à personne le droit d'avoir raison contre lui. Il n'a cure des conseils ou des recommandations de ses amis. Peu lui importe, dit-il, qu'un communiste ou qu'un socialiste soit élu. Pour nous il y a une grande différence entre les fautes de M. Guy Mollet et les massacres de Budapest. »

Mais ce blâme le laisse indifférent. C'est qu'il estime que son retrait n'éviterait pas l'élection du communiste, alors que le maintien de sa candidature a le mérite d'« éviter de consolider la funeste équivoque de la S.F.I.O. anticommuniste et nationale, de laisser croire qu'on peut lutter par le cancer contre la peste » et de révéler le comportement des abstentionnistes du premier tour « en présence d'un combat triangulaire de clarté enfin indiscutable ». Le communiste, Pierre Doize, est élu. 
Toutefois, Fraissinet est élu député de la deuxième circonscription des Bouches-du-Rhône, le 30 novembre 1958. S'il s'est présenté sans l'investiture d'un parti, il s'apparente au groupe parlementaire du CNIP, les Indépendants et paysans d'action sociale.

À la tribune de l'Assemblée nationale, il dénonce lors de sa première intervention « les mannes empoisonnées de l’État-providence », « la politique sociale qui consiste à dire aux Français : Il faut envier le plus possible, il faut travailler le moins possible, il faut tendre la main le plus possible » ». Il y défend sa classe sociale et les entreprises privées: 

« J'appartiens à la catégorie méprisée, honnie, des présidents de conseil d'administration dont la voix ne se fait pas souvent entendre à cette tribune ; je suis néanmoins obligé de constater que la société, c'est l'épargne investie. Il ne faut plus voir dans la société ce qu'on y voyait autrefois, c'est-à-dire un homme ventru, engraissé de la sueur des travailleurs. Il faut surtout comparer l'âpreté des critiques qu'on dirige vers cette production rentable que je viens défendre ici et les incroyables indulgences qu'on manifeste à l'égard des sociétés nationalisées qui sont, elles, affranchies du souci de l'équilibre des recettes et des dépenses. (…). Pour que l’État puisse se montrer si généreux pour tous ceux qui lui sont politiquement recommandés, qui sont organisés par le syndicalisme politisé, il faut bien que d'autres produisent cet argent. Or, cet argent est produit sous le signe de la production rentable. (…) Nous avons une belle devise, qui est celle de la République: Liberté, Égalité, Fraternité. Je crois, monsieur le Premier ministre, que si vous pouviez remettre en honneur cette autre Maxime : « Aide-toi, le ciel t'aidera », vous auriez bien travaillé pour la France. »

Cette ode au libéralisme figurait déjà dans sa profession de foi, qui vantait la « politique hardiment sociale » de la RFA, des États-Unis et de la Suisse.
En 1959, pour les élections municipales à Marseille, il échoue à former une liste d'union des gaullistes et des modérés qui aurait été menée par le docteur Girbal, son suppléant à l'Assemblée nationale, ancien conseiller municipal gaulliste.
Il est élu le 21 octobre 1959 à l'Assemblée nationale membre du Sénat de l'éphémère Communauté française, en remplacement de Jacques Fourcade, décédé.
Durant son mandat, Fraissinet s'oppose notamment à la politique du général de Gaulle et se montre partisan convaincu de l’Algérie française. Il appelle ainsi à voter non au référendum sur l'autodétermination en Algérie de janvier 1961. S'il comprend la répression menée contre les officiers révoltés, il estime qu'ils ne sont pas des factieux, qu'ils ont été « poussés à bout » par la politique gaullienne et que « ceux qui se laissèrent aller, par désespoir, à commettre des actes de révolte, sans doutes coupables (…) ne méritent vraiment pas (…) les sanctions implacables et durables qui leur furent infligées par les juridictions spéciales ». Ce qui l'amène à se heurter au Premier ministre Michel Debré. Il s'absente volontairement lors de la visite du général de Gaulle à Marseille et le revendique. Son journal est saisi en 1962 sur l'ordre du préfet en raison de quelques lignes de son éditorial mettant en relation la sortie de prison d'un militant du FLN et l'emprisonnement d'un officier. Il dénonce à la tribune de l'Assemblée nationale cette censure, mais aussi la propagande officielle, l'abaissement du Parlement, les « entorses » à la constitution, les atteintes aux libertés, les « humiliations infligées à l'armée », la « substitution du gaullisme au patriotisme ».
Il annonce en septembre 1962 qu'il est inculpé par un juge d'instruction pour apologie de l'OAS, à la suite d'un de ses articles du mois d'avril, qui avait provoqué une nouvelle saisie de son journal,. Commentant une allocution du président de la République, il déclare en novembre 1962 : « Ce qui caractérise de plus en plus les allocutions radiotélévisées du président de la République, c'est la sérénité et la virtuosité qu'il manifeste dans la duperie basée sur un cinglant mépris de l'homme ». Avec Henry Bergasse, il appelle à voter non au référendum français sur l'élection au suffrage universel du président de la République d'octobre 1962.
Il n'est pas réélu député lors des élections législatives françaises de 1962, au lendemain de la fin de la guerre d'Algérie et dans le contexte de la dissolution de l'Assemblée nationale, à la suite du vote de la censure du 4 octobre à propos de la réforme constitutionnelle voulue par de Gaulle. Un candidat gaulliste sans appui local, Yves Le tac, arrive en première position, devant Fraissinet et le socialiste Daniel Matalon (homme politique). Tous les trois se maintiennent au second tour et c'est le socialiste qui est élu, grâce au désistement du candidat communiste.
Lors de l'élection présidentielle de 1965, il préside à Marseille une réunion du candidat antigaulliste d'extrême droite Jean-Louis Tixier-Vignancour. 
En 1966, il passe un accord avec la société Delaroche et Cie, propriétaire du Progrès de Lyon : il cède les 80 % des actions de son journal mais garde la possibilité d'y publier des articles et son contrôle éditorial au moment des élections durant 10 ans. D'où un procès en 1972 lorsque Le Méridional passe des accords avec le Provençal, mais Fraissinet est débouté.

## Ouvrages
- Jean Fraissinet, Au combat à travers deux guerres et quelques révolutions, La Table Ronde, 1968, Hors collection éd., 290 p. (ISBN 2-7103-1062-7, lire en ligne).

## Décorations
- Commandeur de la Légion d'honneur (1935)[réf. souhaitée]
- Croix de guerre 1914-1918